# Colletes hakkari
Colletes hakkari är en biart som beskrevs av Kuhlmann 2002. Colletes hakkari ingår i släktet sidenbin, och familjen korttungebin. Inga underarter finns listade i Catalogue of Life.